# Verkehrsverbund Mainz-Wiesbaden
Beim Verkehrsverbund Mainz-Wiesbaden GmbH (VMW) handelt es sich im Wesentlichen um eine Kooperation zwischen der Mainzer Verkehrsgesellschaft (MVG) und der Wiesbadener ESWE Verkehrsgesellschaft mbH (ESWE). Weitere Busunternehmen im Verbundgebiet wie beispielsweise die Omnibusverkehr Rhein-Nahe GmbH (ORN) sind ebenfalls in den VMW eingegliedert.
Der Verkehrsverbund wurde im Januar 1974 gegründet, die Betriebsaufnahme mit Inkrafttreten des Gemeinschaftstarifs erfolgte am 15. Mai 1975. Zum 28. Mai 1995, dem ersten Geltungstag des Sommerfahrplans 1995, wurde der VMW tariflich in den neu gegründeten Rhein-Main-Verkehrsverbund (RMV) integriert, im Hintergrund ist der VMW jedoch weiterhin für die Koordination der Verkehrsbetriebe in den Landeshauptstädten Mainz und Wiesbaden zuständig.
Tariflich und organisatorisch gesehen hat der öffentliche Personennahverkehr in den Städten Mainz und Wiesbaden seit der Integration des VMW in den RMV einen besonderen Status. Die hessische Landeshauptstadt Wiesbaden ist – wie die übrigen Landkreise und kreisfreien Städte im hessischen RMV-Gebiet auch – Gesellschafterin des RMV, die rheinland-pfälzische Landeshauptstadt Mainz jedoch nicht. Weil aber der ÖPNV der beiden Städte Mainz und Wiesbaden schon seit langem über eine ganze Reihe gemeinsamer Linien sowie seit dem 15. Mai 1975 auch über den VMW traditionell eng miteinander verbunden sind, ist die Stadt Mainz über den VMW trotzdem mit dem RMV assoziiert. Damit waren das in Rheinland-Pfalz liegende Stadtgebiet Mainz sowie ein Teil von Zornheim die einzigen Gebiete des RMV, welche nicht zum Land Hessen gehörten, unterdessen sind durch Übergangstarife auch weitere Orte außerhalb Hessens zum RMV-Tarif erreichbar.

## Eingliederung anderer Verkehrsverbünde
Gleichzeitig ist das Gebiet des VMW auch in den Übergangstarif des Rhein-Nahe-Nahverkehrsverbunds (RNN) integriert, durch diese Kooperation ist wiederum Wiesbaden über den VMW an den RNN assoziiert. Der RNN-Tarif kommt jedoch nur bei Fahrten zwischen dem RNN-Stammgebiet und den Städten Mainz und Wiesbaden (bzw. umgekehrt) zur Anwendung. Im reinen Binnenverkehr der Stadt Mainz bzw. der Stadt Wiesbaden, bei Fahrten zwischen Mainz und Wiesbaden (bzw. umgekehrt) sowie bei Fahrten zwischen Mainz bzw. Wiesbaden und dem übrigen RMV-Gebiet gilt ausschließlich der Tarif des RMV. Die Fahrkarten beider Verbünde sind daher an allen Automaten, Verkaufsstellen und in allen Fahrzeugen mit Fahrscheinverkauf innerhalb des VMW erhältlich.
Da innerhalb und zwischen den beiden Städten Mainz und Wiesbaden der RMV-Tarif gilt, sind alle Automaten des VMW in erster Linie vom RMV programmiert. Um jedoch auch den Erwerb von Fahrscheinen des RNN möglich zu machen, wird beim Kauf einer Fahrkarte des RNN einfach der Vermerk „RNN-Gruppentageskarte“, „RNN-Einzelfahrkarte“ etc. aufgedruckt. Die Papierrollen für Fahrkarten aller Art werden im gesamten VMW vom RMV geliefert, wobei es kleinere Unterschiede zwischen der MVG und der ESWE gibt.

## Historisches
Noch zu Zeiten des Frankfurter Verkehrsverbundes (FVV) wurden seit Anfang der 1990er auch Monats- und Jahreskarten des VMW in den S-Bahnen sowie den Nahverkehrs- und Eilzügen der Deutschen Bundesbahn zwischen Wiesbaden Hbf und Mainz-Kastel sowie Wiesbaden Hbf und Mainz Süd (heute Mainz Römisches Theater) anerkannt. Mit der Einführung des RMV wurde dies obsolet.